# Dar el Gabo
Dar el Gabo (en árabe: دار الغابة‎, en francés: Dar El Ghaba) es una localidad marroquí perteneciente al municipio de Aín Mulalzén, en la región de Tánger-Tetuán-Alhucemas. Desde 1912 hasta 1956 perteneció a la zona norte del Protectorado español de Marruecos.